# Burg-Hohenstein

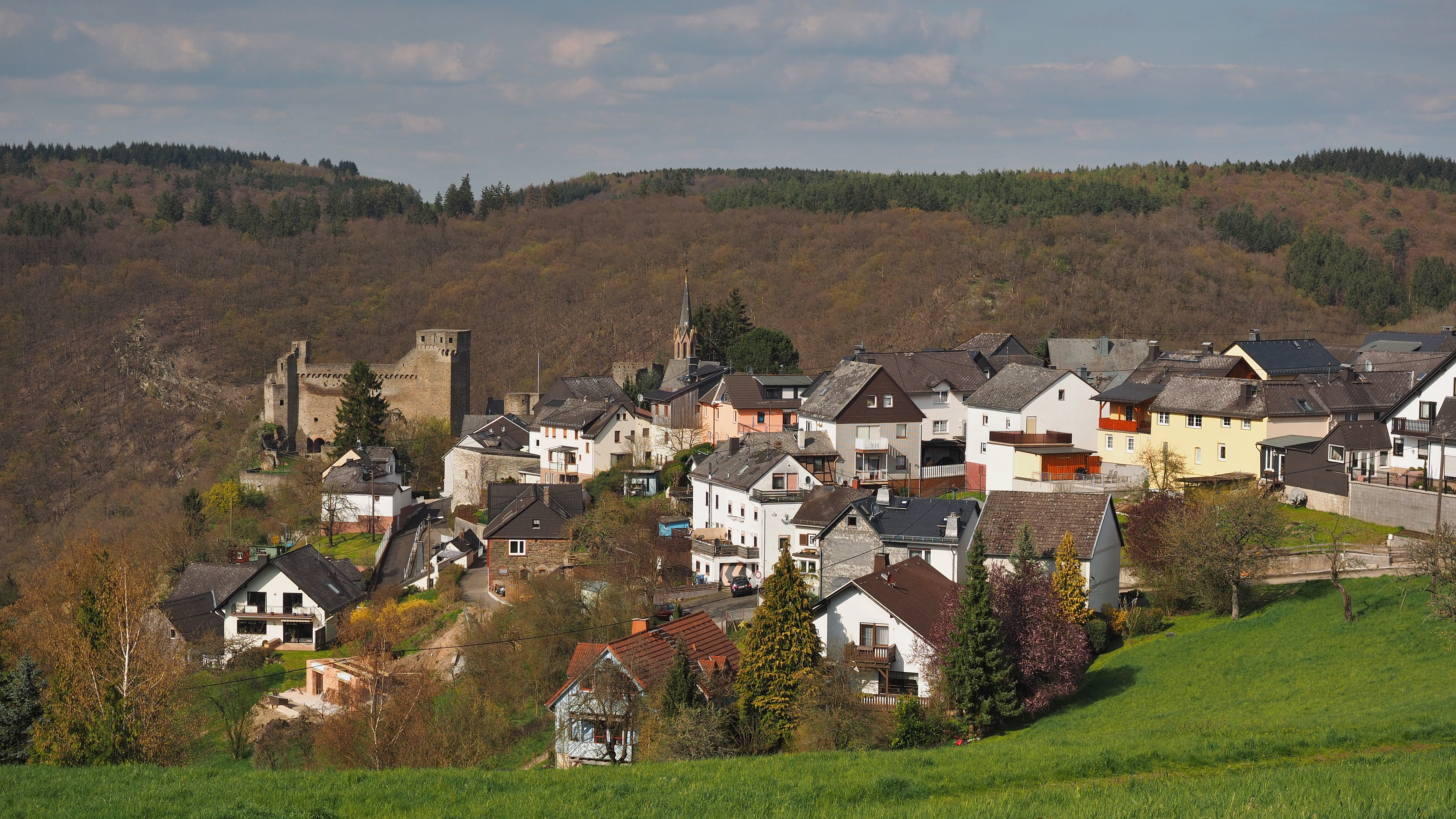
Das Oberdorf

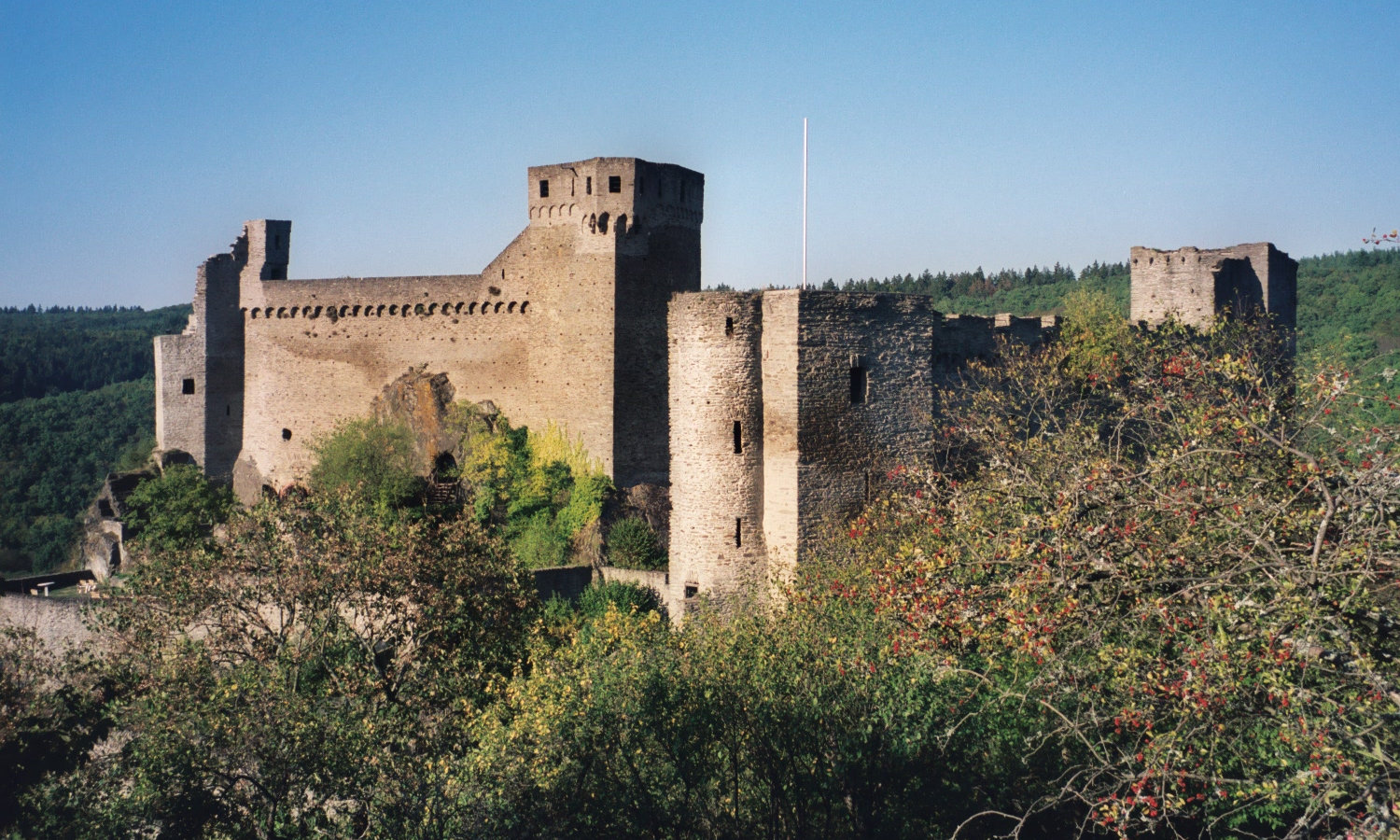
Die Burg

Burg-Hohenstein ist ein Ortsteil der Gemeinde Hohenstein im südhessischen Rheingau-Taunus-Kreis in Hessen.

## Geographie
Burg-Hohenstein liegt, von Wald umgeben, im Taunus (westlicher Hintertaunus), im Tal der Aar. Östlich verläuft die Bundesstraße 54. Der Bahnhof an der Aartalbahn der Gemeinde Hohenstein befindet sich im Burg-Hohensteiner Unterdorf.

## Geschichte
Die Ruine der Burg Hohenstein steht hoch über dem Ort. Die Burg wurde 1190 erstmals erwähnt und diente ab 1367 als Amtssitz der Grafen von Katzenelnbogen. Der Zerfall begann nach dem Dreißigjährigen Krieg. Die Ruine ist Namensgeberin für die Gemeinde und Wahrzeichen von Hohenstein. Der Ort Hohenstein entstand um diese Burg.
Am 1. Juli 1972 bildete die bis dahin selbständige Gemeinde Hohenstein im Zuge der Gebietsreform in Hessen zusammen mit sechs weiteren Gemeinden auf freiwilliger Basis die neue Großgemeinde Hohenstein. Der Ortsteil Hohenstein wurde in Burg-Hohenstein umbenannt. Für Burg-Hohenstein wurde wie für die übrigen Ortsteile ein Ortsbezirk mit Ortsbeirat und Ortsvorsteher errichtet.